# 아라크네 (웹 브라우저)
아라크네(Arachne)는 전체 화면 인터넷 스위트이다. 웹 브라우저, 이메일 클라이언트, 전화 걸기 도구를 포함하고 있다. 기본적으로 아라크네는 도스 기반 운영체제에서 동작하며, 리눅스용 버전도 존재한다. 아라크네의 원개발자는 마이클 폴락(Michael Polak)이다. (xChaos software라는 상표하에 출시되었다. 나중에 xChaos software는 Arachne Labs 로 이름을 바꾸었다.) 아라크네는 C 언어를 사용하여 볼랜드 C++ 3.1에서 컴파일되도록 개발되었다. 나중에는 GNU 일반 공중 사용 허가서하에 배포되기 시작하였으며, 이 때부터 이름이 아라크네 GPL이 되었다.
도스에서 사용할 수 있는 그래픽 웹 브라우저들 가운데 아라크네가 가장 뛰어나다. CGA 640x200 모드나, 비디오 일렉트로닉스 표준 협회(VESA) 1024×768, 하이 컬러 모드에서도 동작한다. 아라크네는 윈도 시스템이 갖춰지지 않은 시스템을 위해 설계되었다.
아라크네는 JPEG, PNG, BMP, 애니메이티드 GIF 등의 이미지 포맷을 지원한다. 아라크네는 HTML 4.0과 CSS 1.0을 지원하며, 또한 표와 프레임을 완전히 지원한다. 파일 전송 프로토콜, USENET 포럼을 불러 올 수 있는 NNTP, SMTP, POP3 등의 프로토콜도 아라크네가 처리할 수 있다. 아라크네 안에는 어엿한 TCP/IP 연결 제품군이 들어가 있으며, 전화 접속과 이더넷 연결을 지원한다. 다만, 아라크네는 현재 자바스크립트나 SSL를 지원하지 않는다. 아라크네의 추가 기능을 사용하여 디빅스 영화를 보거나, MP3 파일을 재생하거나, IRC 대화를 열거나, RSS나 PDF를 읽을 수 있다.
아라크네의 첫 배포판은 1.0 베타 2였으며, 1996년 12월 22일 배포되었다. 아라크네 랩스(Arachne Labs)가 발표한 마지막 공식 버전은 1.70R3 (도스용)이었으며(2001년 1월 22일 배포), 1.66 베타 (리눅스용)이었다(2000년 7월 20일 배포). 하지만 도스 GPL 버전은 아직도 개발이 진행되고 있으며, 현재 안정 버전은 1.90;J1이다(2006년 8월 14일 배포). 아라크네 랩스가 프로젝트를 포기한 뒤로, 리눅스 버전 쪽의 쓸만한 개발자는 나타나고 있지 않다.
xChaos 소프트웨어는 아라크네의 전체 소스 코드를 칼데라 UK(Caldera UK)에 라이선스하였다. 칼데라 측의 사람들이 애니메이티드 GIF와 노벨 다이알러(Novell dialer) 기능을 추가하였으며, 브라우저의 설계를 완전히 뒤집어 엎어 놓았고, 그들 고유의 프레임 지원 기능을 추가하였으며, 32 비트 보호 모드 응용 프로그램으로 컴파일되게 만들어 놓았다.(DJGPP 사용. 도스용 GNU 컴파일러) 아라크네는 당시 16 비트 응용 프로그램이었다. 32 비트 보호 모드(DPMI) 버전이 나오기도 했지만, 아직 개발이 진행되고 있다.

## 지원
아라크네는 한정된 하위 집합의 스타일시트와 HTML을 지원한다. 버전 1.93 기준으로 지원되는 것은 다음과 같다:
| 스타일           | 별칭            | 옵션                           |
| ---------------- | --------------- | ------------------------------ |
| color            |                 | #rgb 또는 #rrggbb 또는 색 이름 |
| background-color | background      | #rgb 또는 #rrggbb 또는 색 이름 |
| font-size        |                 | %, px, pt                      |
| font-style       |                 | i[talics]                      |
| font-weight      |                 | b[old]                         |
| text-decoration  | font-decoration | u[nderline]                    |

## 같이 보기
- DosLynx (텍스트 기반 웹 브라우저)
- 스핀 (웹 브라우저) (그래픽 기반)